# 15595 Melwincheng
A 15595 Melwincheng (ideiglenes jelöléssel (15595) 2000 GX95) a Naprendszer kisbolygóövében található aszteroida. A LINEAR projekt keretében fedezték fel 2000. április 6-án.